# Pillallau

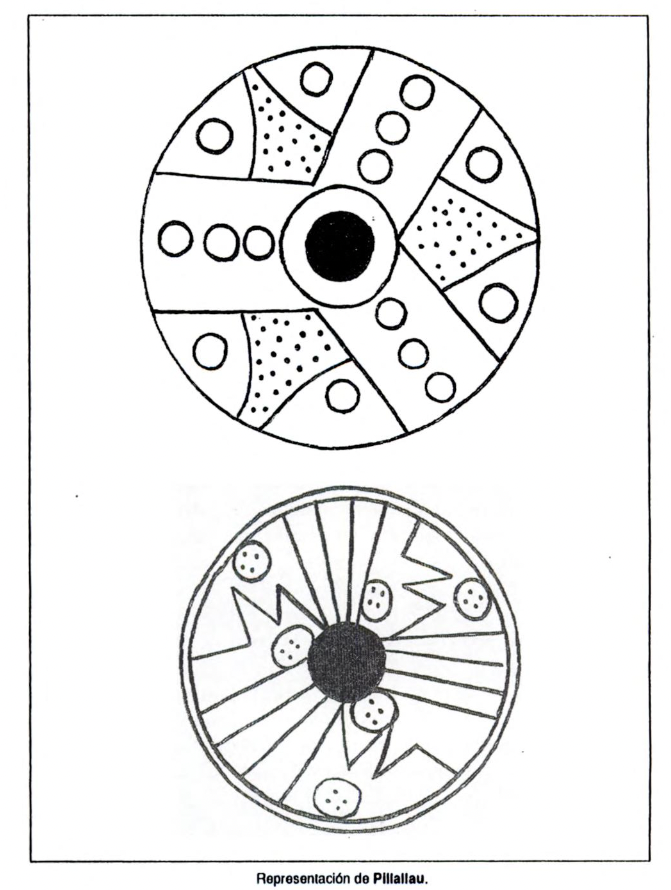
Representación simbólica de Pillallau

Pillallau (también conocido como Pillallahua) es el nombre de un grifo, que su parte superior es un ave y su parte inferior un tigre que se creía habitaba el volcán Chimborazo. Es parte importante de la mitología de Ecuador en especial para la cultura Puruhá, con influencias a los Quitu y Cañari.La parte superior ha sido representada con cóndores pero también con búhos, lo que ha sido estudiado ya esto lo podría relacionar con las misteriosas aves acorazonadas que son frecuentes en las cocinas de brujo de la cultura Milagro Quevedo. La parte inferior se cree que es un tigre y su representación puede variar desde un tigre joven o tigrillo, a uno maduro conocido como tigre rojo, o puma.

## Etimología
Pillallau es una palabra en lenguas barbacoanas que significa  "el resplandeciente", por lo que ha sido interpretado como "la escritura del rayo" o también en otras ocasiones como el "dibujo del rayo". En lenguas barbacoanas la palabra Pi, hace referencia al agua, o el principio filosófico que está presente en los mitos de las culturas que compartían este idioma, es decir "agua sacralizada". Además, en idioma cha'palaachi, de los cayapas, la palabra Pillaju, significa relámpago o cosa impalpable. Está conectado con los mitos del diluvio universal al que se lo denomina "Pillumaanu Shutimbu" en lenguas barbacoanas. Shutimbu significa invierno y Pillumaanu haría referencia a su carácter generalizado como una inundación. Según el análisis entográfico y lingüístico, se cree que Pillallau significaría.

## Mito
Está relacionado con las deidades del rayo como Catequil, pero al ser su dibujo o escritura, es decir su representación, significaría que su figura es más reciente, menos ligada al ámbito divino y más cercana a la tierra. La deidad de Pillallau se deriva del hecho de que posee la "rueda de carácter solar" o en lenguas barbacoancas "pic puca". Puca que hace referencia a la unidad o medida de forma esférica es usado para describir semillas, pelotas, piedras lanzadas en erupciones volcánicas, entre otras cosas. La simbología de pic puca es la de "semilla redonda" o "pelota sacralizada". Esta a su vez se convirtió en la ideografía de Pillallau, ya que se cree que esta rueda aborigen esta enrollada por él. A esto se suma, la morada de Pillallau que se encuentra entre farallones del páramo de illapa y de purugya, liribamba y pungalá, en la provincia de Chimborazo.
La historia como ha llegado a la actualidad ha devenido en leyenda folclórica, representado a Pillallau como un monstruo que roba a niños que lloran. Popularizado por los padres para convencer a sus hijos de que dejen de llorar:

La historia cuenta que una vez existía una familia pobre; en esa época, como no llegaba la electricidad al campo, vivían solo con los llamados candeleros. Una noche, cuando la madre estaba cocinando la comida en la leña —lo que se conoce como tushpa—, el niño empezó a ponerse resabiado y no hizo los mandados. Ella lo dejó. Después, cuando la comida estaba lista, ella lo llamó a servirse la merienda, pero el niño no quería comer. Ella se sentó junto a la puerta y le rogó que comiera, pero el niño, necio, no lo hizo. La madre finalmente se enfadó y le dijo que si no quería comer, el pillallau se lo comería. Sin embargo, a él le dio lo mismo. Ella salió de la cocina a dormir y apagó el candelero. El niño se quedó en la cocina, y como estaba haciendo frío, se sentó junto a la tushpa. Su madre le dijo que fuera a dormir y lo intentó asustar con el pillallau, pero el niño no hizo caso y se puso a llorar. Después de un rato, empezó a gritar: —¡Mamá, mamá, el pillallau me está comiendo el pie! Pero la madre pensó que era mentira, así que le dijo: —Mikuy pillallau, mikuy, chay respondón wamprata. Al momento, el niño gritó:—¡Mamá, ya me está comiendo la mano! —Pero la madre le respondió lo mismo. Al final, el niño dijo: —¡Mamita, mamita, ya no voy a ser malcriado! Te haré caso en todo lo que tú me digas, pero por favor ayúdame que ya me está comiendo el cuerpo. La madre no le creyó y le repitió lo mismo que le había dicho. Después de un tiempo el niño se calló, por lo que la mamá pensó que se había dormido de tanto llorar. Salió del cuarto, prendió el candelero y fue a verlo, pero se llevó una gran sorpresa: el niño no había estado mintiendo, el pillallau se lo había comido y, después de hacerlo, había dejado envueltas las tripas del niño en la parrilla.

Era común creer que Pillallau, en las grandes tormentas, volaba buscando niños que están solos. Después los atrapaba para comer sus entrañas. Este evento traumático causaba que las madres recojan las cenizas del fogón y salgan de la casa a la loma más cercana. Ahí regarían las cenizas a los cuatro vientos; a la vez que hace esto canta el Pillallau diciendo "tempestad de rayos". De esta manera se crearía el canto musical, clasificado como una exclamación que pertenece al género de cantos petitorios. Para evitar que se lo lleven a los niños los indígenas ofrecían pan, naranjas, animales vivos como cuyes o la gallinas.